# Ba Tầng
Ba Tầng là một xã cũ thuộc huyện Hướng Hóa, tỉnh Quảng Trị, Việt Nam.
Xã Ba Tầng có diện tích 60,65 km², dân số năm 1999 là 2079 người, mật độ dân số đạt 34 người/km².
Ngày 16 tháng 6 năm 2025, Ủy ban Thường vụ Quốc hội ban hành Nghị quyết số 1680/NQ-UBTVQH15 về việc sắp xếp các đơn vị hành chính cấp xã của tỉnh Quảng Trị năm 2025  (nghị quyết có hiệu lực từ ngày 1 tháng 7 năm 2025)).. Theo đó, hợp nhất xã Ba Tầng, xã Xy vào xã A Dơi.

## Hành chính
Xã Ba Tầng được chia thành 7 thôn: Ba Lòng, Ba Tầng, Hùn, Loa, Măng Song, Vầng, Trùm.